# Abdulla Al Harmoodi
Abdulla Al Harmoodi (* 26. Juni 1992) ist ein ehemaliger Eishockeyspieler aus den Vereinigten Arabischen Emiraten. Er gewann mit den Abu Dhabi Storms 2019 die Emirates Ice Hockey League.

## Karriere
Auf Vereinsebene trat Al Harmoodi für die Abu Dhabi Storms aus der Emirates Ice Hockey League an. Mit diesen gewann er 2019 die Landesmeisterschaft.

### International
Abdulla Al Harmoodi nahm für die Eishockeynationalmannschaft der Vereinigten Arabischen Emirate an der Qualifikation für die Weltmeisterschaften der Division III 2018 sowie den Weltmeisterschaften der Division III 2014 und 2022, als den Arabern erstmals der Aufstieg in die Division II gelang, teil. Zudem vertrat er sein Heimatland bei der Olympiaqualifikation für die Winterspiele in Peking 2022 sowie beim IIHF Challenge Cup of Asia der Jahre 2013, 2014, 2015 und 2016. Dabei gewann er mit den Emiraten 2014, 2015 und 2016 jeweils die Silbermedaille.

## Erfolge und Auszeichnungen
- 2019 Meister der Vereinigten Arabischen Emirate mit den Abu Dhabi Storms

### International
- 2014 Silbermedaille beim IIHF Challenge Cup of Asia
- 2015 Silbermedaille beim IIHF Challenge Cup of Asia
- 2016 Silbermedaille beim IIHF Challenge Cup of Asia
- 2022 Aufstieg in die Division II, Gruppe B, bei der Weltmeisterschaft der Division III, Gruppe A